# Aragonees

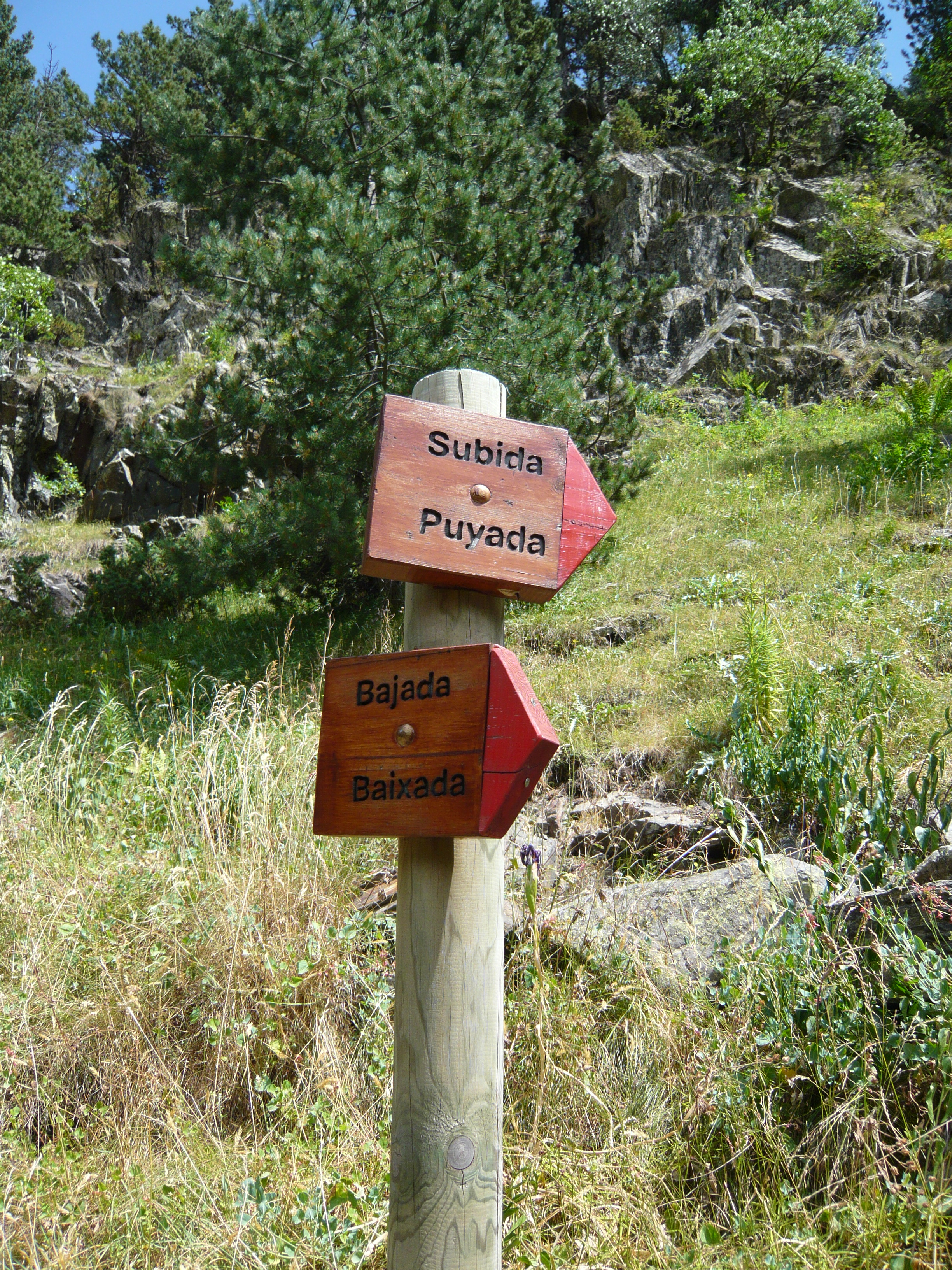
Bewegwijzering in Spaans en Aragonees

Gebied in Spanje waar Aragonees wordt gesproken

Aragonees (aragonés) is een Romaanse taal die wordt gesproken in een aantal valleien in het noorden van Aragón. De taal staat ook wel bekend als 'fabla' (spraak). Het Aragonees is de meest naaste verwant van het dode Mozarabisch, de Romaanse taal die door de Moren werd gesproken.
Aragonees is rond de 8e eeuw ontstaan uit vulgair Latijn met een Baskisch substraat. Het was de meest gesproken taal van het middeleeuwse Koninkrijk Aragón. Na de vereniging van Aragón met Castilië in 1492 verloor het Aragonees gaandeweg aan prestige en aantal sprekers. Tijdens de dictatuur van Francisco Franco (1939-1975) werd het Aragonees verboden en het spreken ervan strafbaar. Na de terugkeer van de democratie werd Aragonees weer legaal. Het aantal sprekers blijft echter laag en de toekomst van het Aragonees is onzeker.
In de regionale taalwet Ley de Lenguas de Aragón (Ley 3/2013) wordt het Aragonees erkend als lengua propia (eigen taal) van Aragón. In de steden Zaragoza en Huesca werd een stedelijk 'Bureau voor de Aragonese Taal' (Ofizina de lengua aragonesa) opgericht. In 2019 ontstond in de stad Huesca een polemiek rond het plaatsen van tweetalige borden.
Een aantal opvallende kenmerken van het Aragonees zijn:
- In tegenstelling tot het Spaans is de Latijnse f- aan het begin van een woord, die in het Spaans in een h- is veranderd, behouden gebleven: filiu (zoon, Latijn: filio, Spaans: hijo).
- Net als in het Occitaans zijn de Latijnse consonantclusters -ult- en -ct- veranderd in [jt]: feito (gedaan, Latijn: facto, Spaans: hecho).
- Latijnse j-klanken zijn veranderd in ch (als in het Duitse ich), waar deze in het Spaans als een harde g worden uitgesproken: choben (jongeman, Latijn: iuvenis, Spaans: jóven).
- De stomme e aan het eind van een woord vervalt: gran (Spaans: grande).